# Choir (Guy Sebastian)
Choir is een nummer van de Australische zanger Guy Sebastian uit 2019. Het is de tweede single van zijn negende studioalbum T.R.U.T.H..
Sebastian schreef het nummer voor een goede vriend, de muzikant Luke Liang, die, volgens Sebastian onverwachts, stierf na mentale gezondheidsproblemen. In de eerste instantie wilde Sebastian dat het nummer een ballad werd, maar omdat Liang een erg vrolijke persoonlijkheid was gaf Sebastian het nummer uiteindelijk een vrolijker geluid. "Choir" was de opvolger van de hit Before I Go. In Sebastians thuisland Australië deed het nummer het beter in de hitlijsten dan de voorganger; het haalde daar namelijk de 7e positie. In Nederland was het nummer dan weer minder succesvol, daar haalde het de eerste positie in de Tipparade.